# Чилтон (округ, Алабама)
Шаблон:StateAbbr_ 32°50′43″ пн. ш. 86°42′52″ зх. д. / 32.845277777778° пн. ш. 86.714444444444° зх. д.
 Чілтон (англ. Chilton County) — округ (графство) у штаті Алабама. Ідентифікатор округу 01021.

## Історія
Округ утворений 1868 року.

## Демографія
За даними перепису 2000 року
загальне населення округу становило 39593 осіб, зокрема міського населення було 4765, а сільського — 34828.
Серед них чоловіків — 19581, а жінок — 20012. В окрузі було 15287 домогосподарств, 11339 родин, які мешкали в 17651 будинках.
Середній розмір родини становив 3.
Віковий розподіл населення поданий у таблиці:
| Стать    | До 15 років | 15-21 | 22-29 | 30-39 | 40-49 | 50-65 | 65-85 | Понад 85 |
| -------- | ----------- | ----- | ----- | ----- | ----- | ----- | ----- | -------- |
| Чоловіки | 4429        | 1921  | 2167  | 2872  | 2882  | 3201  | 1958  | 151      |
| Жінки    | 4039        | 1795  | 2169  | 2832  | 2851  | 3338  | 2583  | 405      |

За даними перепису населення 2010 року населення округу становило 43 643 особи. Приріст населення за 10 років склав 10 %.

## Суміжні округи
- Шелбі — північ
- Куса — схід
- Елмор — південний схід
- Отога — південь
- Перрі — південний захід
- Даллас — південний захід
- Бібб — північний захід

## Виноски
1. ↑  U.S. Decennial Census. United States Census Bureau. Архів оригіналу за 26 квітня 2015. Процитовано 22 серпня 2015.
2. ↑  Historical Census Browser. University of Virginia Library. Архів оригіналу за 11 серпня 2012. Процитовано 22 серпня 2015.
3. ↑  Forstall, Richard L., ред. (24 березня 1995). Population of Counties by Decennial Census: 1900 to 1990. United States Census Bureau. Архів оригіналу за 24 вересня 2015. Процитовано 22 серпня 2015.
4. ↑  Census 2000 PHC-T-4. Ranking Tables for Counties: 1990 and 2000 (PDF). United States Census Bureau. 2 квітня 2001. Архів оригіналу (PDF) за 18 грудня 2014. Процитовано 22 серпня 2015.
5. ↑  State & County QuickFacts. United States Census Bureau. Архів оригіналу за 9 серпня 2014. Процитовано 15 травня 2014. [Архівовано 2014-08-09 у Wayback Machine.](англ.) Наведено за англійською вікіпедією.
6. ↑  American FactFinder. Бюро перепису населення США. Архів оригіналу за 26 лютого 2012. Процитовано 31 січня 2008. [Архівовано 2008-05-21 у Wayback Machine.]
7. ↑  Чілтон на сайті «Open-Public-Records». Архів оригіналу за 15 квітня 2012. Процитовано 17 квітня 2012. Чілтон на сайті «Open-Public-Records» (англ.)

| США | Це незавершена стаття з географії США. Ви можете допомогти проєкту, виправивши або дописавши її. |